# Elaine Luria
Pour les articles homonymes, voir Luria.
Elaine Luria est une femme politique américaine née le 15 août 1975 à Birmingham. 
Membre du Parti démocrate, elle représente la Virginie à la Chambre des représentants des États-Unis de 2019 à 2023.

## Biographie

### Jeunesse et carrière professionnelle
Elaine Luria est née à Birmingham (Alabama) en 1975 et grandit dans la ville voisine de Mountain Brook. Elle est diplômée de l'Indian Springs School en 1993. Elle rejoint ensuite l'Académie navale d'Annapolis, dont elle sort diplômée de physique et d'histoire en 1997. Elle obtient également un master en sciences de l'université Old Dominion en 2004.
Elle sert comme officier de la Navy pendant 20 ans de 1997 à 2017, s'occupant de réacteurs nucléaires en tant qu'ingénieure et atteignant le rang de commander (équivalent à capitaine de frégate). À partir de 2014, elle dirige une unité d'environ 400 personnes (Assault Craft Unit 2). Elle met fin à sa carrière en 2017, après avoir notamment été déployée au Moyen-Orient, en Méditerranée et dans le Pacifique.
Elaine Luria et son mari, le commander Robert Blondin, s'installent à Norfolk en 2000. Ils ont ensemble trois filles : Chloe, Claiborne et Violette. Après l'armée, elle fonde avec son mari The Mermaid Factory, une entreprise fabriquant et vendant des sirènes, symbole de la ville de Norfolk,.

### Carrière politique

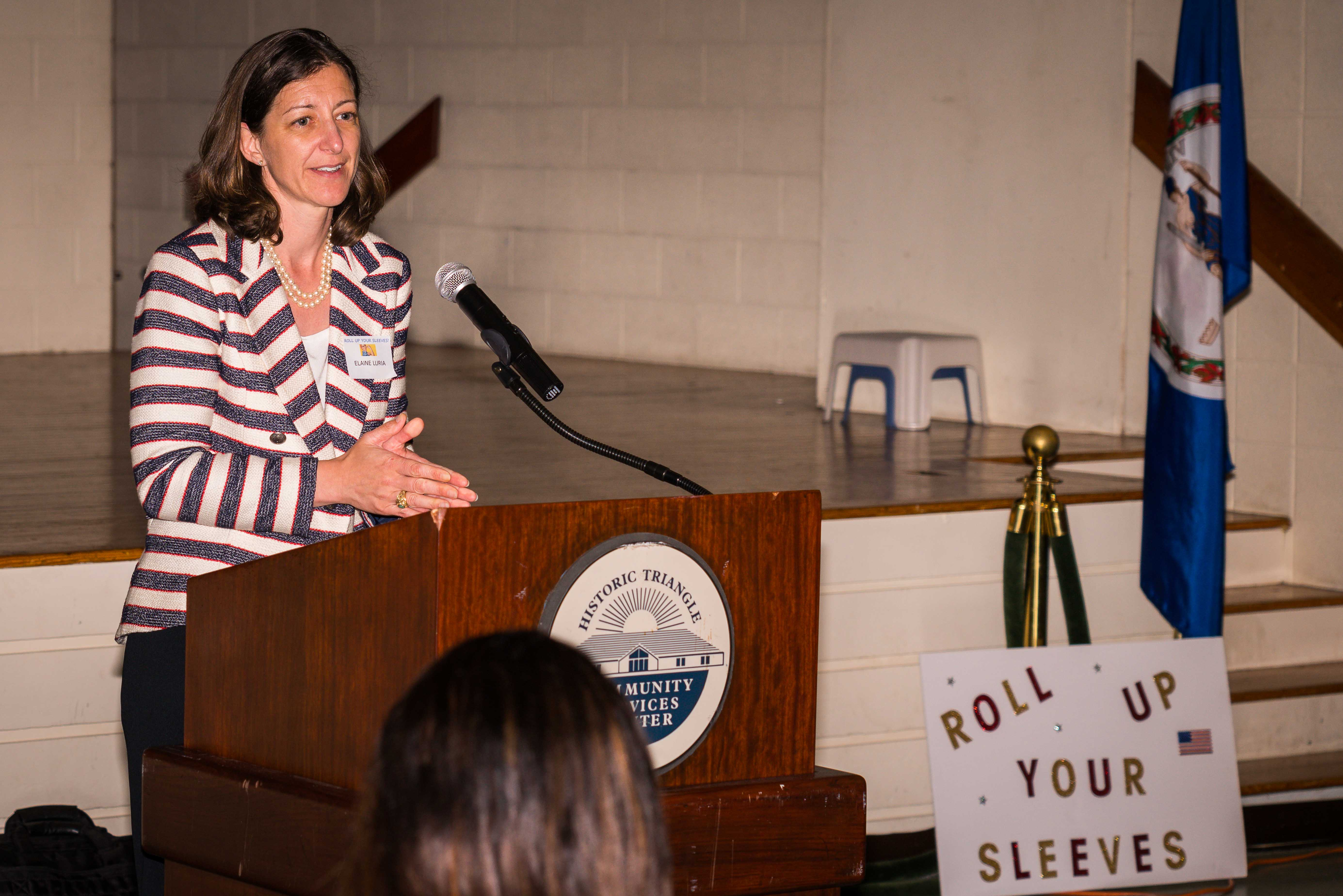
Elaine Luria en campagne en 2018.

En 2018, elle se présente aux élections de la Chambre des représentants face au républicain sortant Scott Taylor dans le 2e district de Virginie, qui comprend Virginia Beach, l'Eastern Shore, le nord de Norfolk et une partie de la péninsule de Virginie. Si la circonscription est historiquement plutôt favorable aux républicains, elle a voté pour un démocrate lors de l'élection du gouverneur de 2017.
Lors de la primaire démocrate du 10 juin, Luria obtient près de 62 % des voix, battant Karen Mallard,. En vue de l'élection générale, elle critique le républicain sortant pour ses votes pour l'abrogation de l'Obamacare et pour les réductions d'impôts ayant conduit à une hausse du déficit. Taylor souligne que Luria a voté pour lui dans la primaire républicaine et l'élection générale en 2016 en connaissant son programme. La démocrate répond qu'il était « le candidat le plus qualifié » en 2016 mais qu'il a « fait un si mauvais travail » au Congrès qu'elle se présente contre lui. Durant la campagne, une enquête est ouverte par la justice sur certains collaborateurs de Taylor accusés d'avoir produits de fausses signatures pour permettre la candidature indépendante de Shaun Brown (candidate du Parti démocrate en 2016) et ainsi faire perdre des voix à Luria. Taylor  est également accusé d'être en retard sur la paiement de ses taxes foncières. Malgré les polémiques, le républicain reste en tête dans la plupart des sondages à l'approche des élections,. Elaine Luria est élue représentante avec environ 51 % des voix contre 49 % pour Taylor[réf. souhaitée]. Elle est investie le 3 janvier 2019.
En 2020, Elaine Luria est à nouveau confrontée à Scott Taylor. Elle met notamment en avant son action à la Chambre des représentants en faveur des vétérans, dans une circonscription à forte présence militaire. La démocrate semble avoir une avance dans les sondages, à l'image du candidat démocrate à l'élection présidentielle Joe Biden (alors que Donald Trump avait remporté le district en 2016),. La démocrate est réélue avec une marge supérieure à 2018 (51,6 % contre 45,9 %).
Lors du 117e congrès, elle est choisie par Nancy Pelosi pour être l'une des neufs membres de la commission d'enquête parlementaire sur l'assaut du Capitole du 6 janvier.
Candidate à un troisième mandat lors des élections de 2022, elle est battue par la républicaine Jen Kiggans lors de l'élection générale du 8 novembre.
Après que Donald Trump ait affirmé que les membres de la commission d'enquête sur le 6 janvier devraient faire l'objet de poursuites judiciaires, elle reçoit une grâce préventive destinée à empêcher de telles poursuites de la part de Joe Biden le 20 janvier 2025, dernier jour de sa présidence,.